# Lijst van personen overleden in Las Vegas (Nevada)
Dit is een chronologische lijst van personen overleden in Las Vegas, Nevada. De lijst is chronologisch gesorteerd naar de tijd van overlijden.

## Overleden in Las Vegas

### voor 1970
- Wardell Gray (1921-1955), saxofonist
- Milt Herth (1902-1969), jazzorganist

### 1970–1979
- Sonny Liston (1930-1970), bokser
- Jerry Wald (1918-1973), klarinettist en bigband-leider
- Kenneth S. Williams (1920-1977), componist, muziekpedagoog en jazztrompettist

### 1980–1989
- Joe Louis (1914-1981), zwaargewichtbokser
- Wingy Manone (1900-1982), jazzmuzikant
- Monk Montgomery (1921-1982), jazz-bassist
- Harry James (1916-1983), muzikant en acteur, ontdekker van Frank Sinatra

### 1990–1999
- Chico Alvarez (1920-1992), jazz-trompettist
- Greg Morris (1933-1996), acteur
- Tupac Shakur (1971-1996), rapper
- Bill Boyd (1906-1997), pokerspeler
- Colonel Tom Parker (1909-1997), Nederlands manager van Elvis Presley
- Carson Smith (1931-1997), jazzcontrabassist
- Guy Mitchell (1927-1999), zanger, acteur en presentator
- Joe Williams (1918-1999), jazzzanger

### 2000–2009

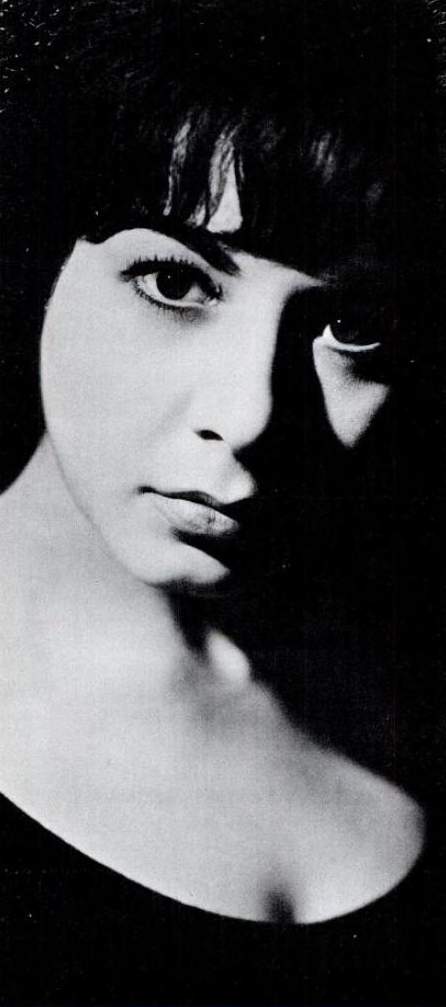
Zangeres Timi Yuro (1940-2004)

- Justin Pierce (1975-2000), Brits-Amerikaanse acteur
- Si Zentner (1917-2000), jazz-trombonist en bigbandleider
- John Entwistle (1944-2002), Brits basgitarist (The Who)
- Doris Troy (1937-2004), rhythm-and-blues-zangeres, bekend als "Mama Soul"
- Joe Viterelli (1937-2004), Italiaans-Amerikaans acteur
- Timi Yuro (1940-2004), zangeres
- Nick Hawkins (1965-2005), Brits gitarist
- Pat Morita (1932-2005), acteur
- Ruth Brown (1928-2006), zangeres
- Jack Montrose (1928-2006), saxofonist en arrangeur
- Bob Orton Sr. (1929-2006), professioneel worstelaar
- P.J. Philander (1921-2006), Zuid-Afrikaans schrijver en dichter
- Lee Hazlewood (1929-2007), countryzanger , popzanger , songwriter en muziekproducer.
- Mary Kaye (1924-2007), musicus
- David Reese (1951-2007), professioneel pokerspeler
- Pamela Blake (1915-2009), actrice
- Sam Butera (1927-2009), tenorsaxofonist en arrangeur
- Danny Gans (1956-2009), zanger, komiek en stemmenimitator
- Zakes Mokae (1934-2009), toneel- en filmacteur van Zuid-Afrikaanse afkomst
- Ray Dennis Steckler (1939-2009), filmregisseur

### 2010–2019

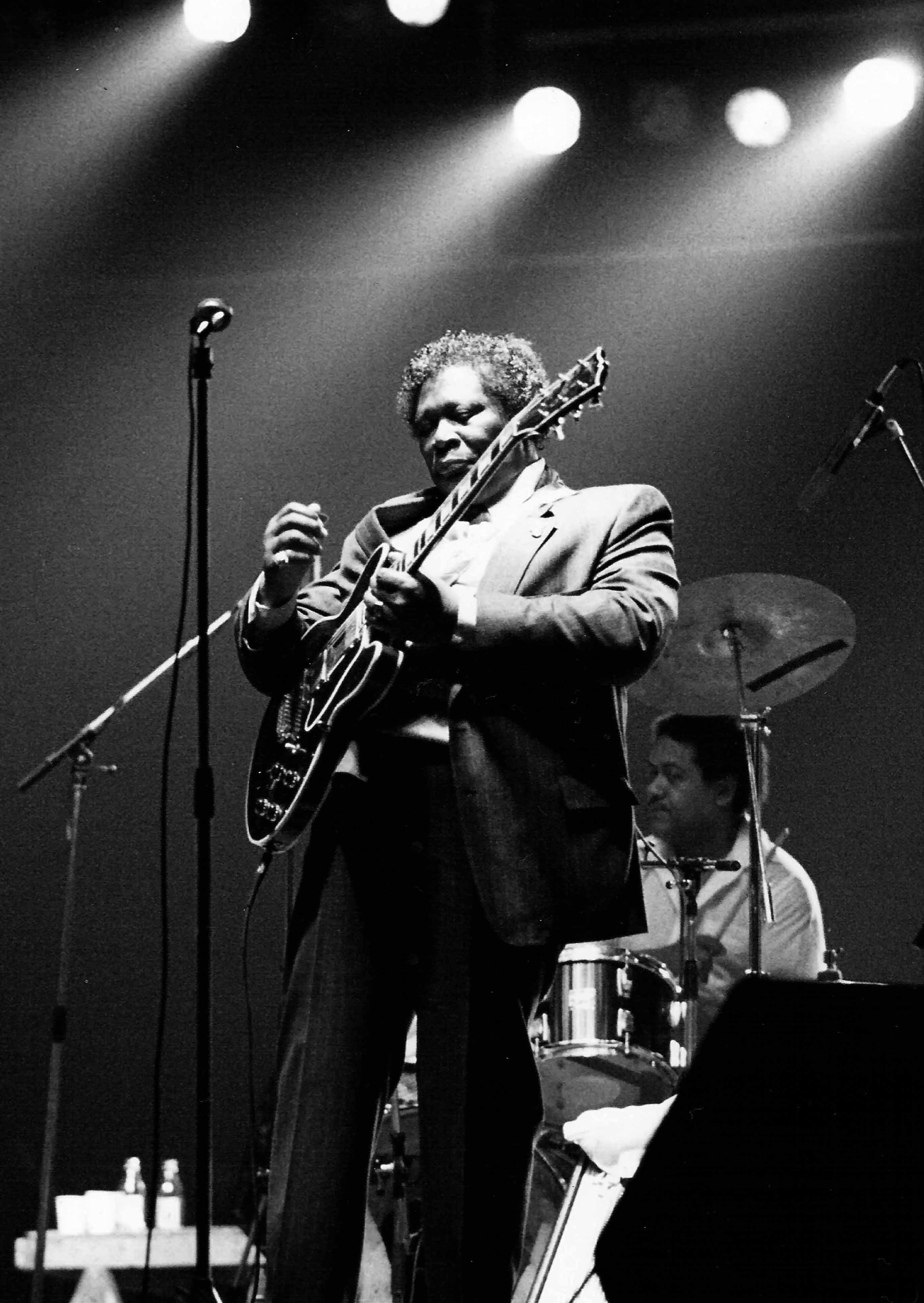
Gitarist B.B. King (1925-2015)

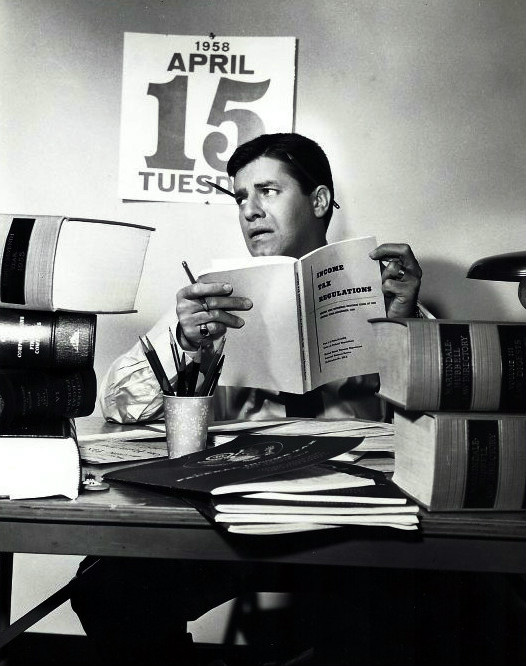
Komiek Jerry Lewis (1926-2017)

- Kenny Guinn (1936-2010), opvoedkundige en zakenman
- Amir Vahedi (1961-2010), Iraans beroepspokerspeler
- Dan Wheldon (1978-2011), Brits autocoureur
- Ron Shock (1942-2012), komiek
- Richard Street (1942-2013), soulzanger
- Jimmy Ruffin (1936-2014), soulzanger
- B.B. King (1925-2015), bluesgitarist en singer-songwriter
- Gloria DeHaven (1925-2016), actrice
- Jerry Doyle (1956-2016), acteur en radiopresentator
- Tom Mullica (1948-2016), goochelaar en komiek
- Buddy Greco (1926-2017), zanger en pianist
- Jerry Lewis (1926-2017), komiek, regisseur en producent
- Joseph Jackson (1928-2018), vader van The Jackson 5, Janet en LaToya
- Vinnie Paul (1964-2018), drummer

### 2020–heden

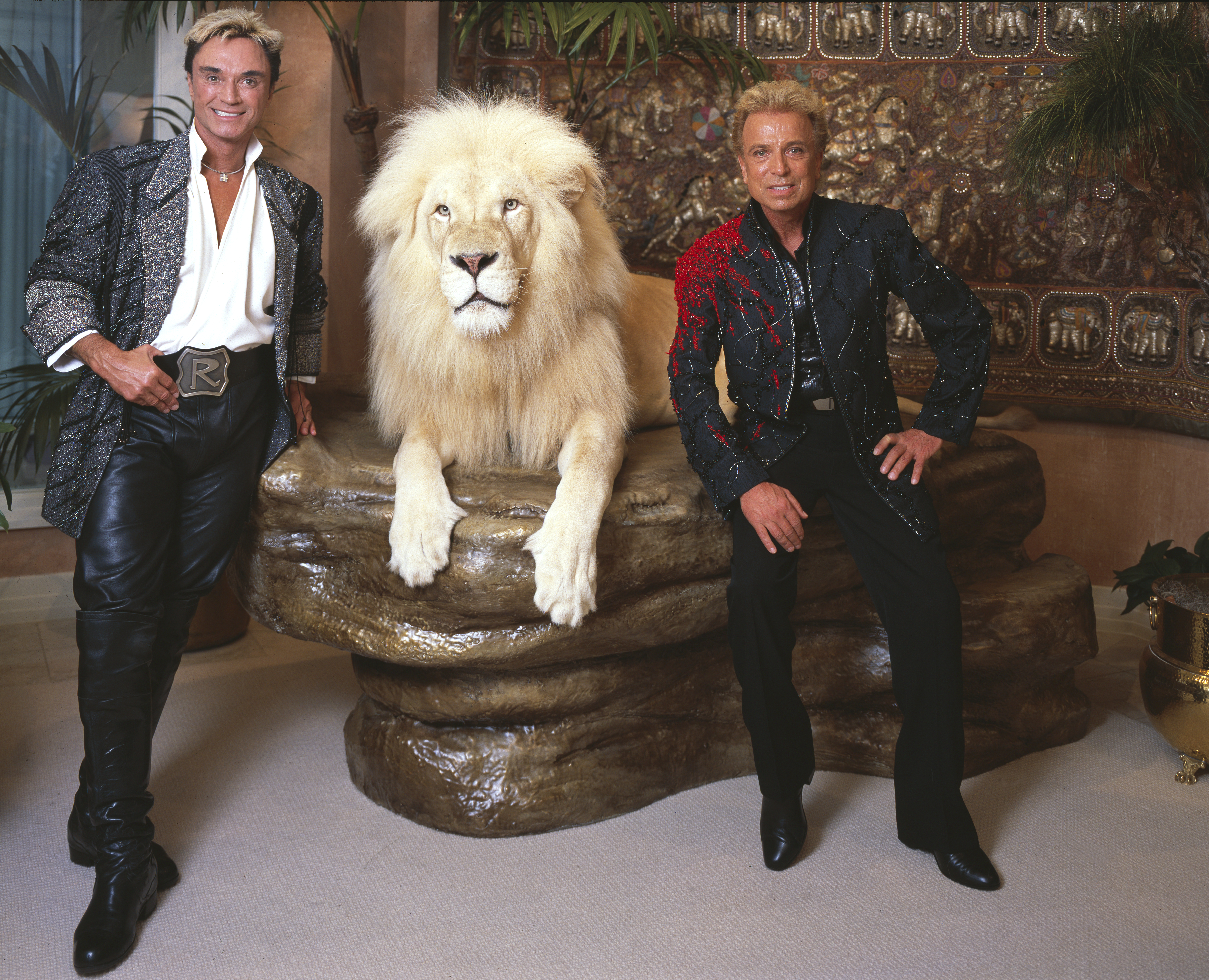
Siegfried & Roy

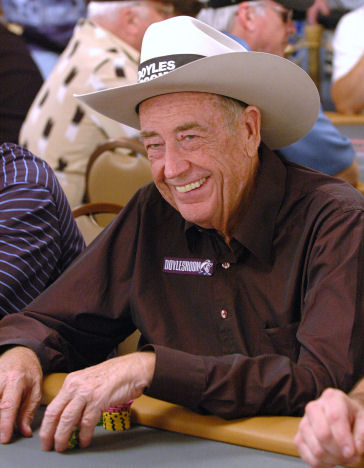
Pokerspeler Doyle Brunson (1933-2023)

- Mike Sexton (1947-2020), pokerspeler
- Lucille Starr (1938-2020), Canadees zangeres en songwriter
- Dyanne Thorne (1936-2020), actrice, pin-up model, showgirl
- Roy Horn (1944-2020), Duits-Amerikaans goochelaar en entertainer Siegfried & Roy
- Siegfried Fischbacher (1944-2021), Duits-Amerikaans goochelaar en entertainer Siegfried & Roy
- Leon Spinks (1953-2021), bokser
- Mary Wilson (1944-2021), zangeres
- Layne Flack (1969-2021), pokerspeler
- Sandy Nelson (1938-2022), drummer
- Doyle Brunson (1933-2023), pokerspeler en auteur